# Delvin Skenderovic
Delvin Skenderovic (ur. 23 stycznia 1994) – luksemburski piłkarz występujący na pozycji obrońcy w luksemburskim klubie F91 Dudelange.

## Kariera klubowa

### F91 Dudelange
1 lipca 2011 został przeniesiony z zespołu juniorskiego do pierwszej drużyny F91 Dudelange. Zadebiutował 24 lutego 2013 w meczu Nationaldivisioun przeciwko Union 05 Kayl-Tétange (3:0). W sezonie 2012/2013 wraz z klubem wywalczył wicemistrzostwo Luksemburga.

### UN Käerjéng 97
1 lipca 2013 podpisał kontrakt z zespołem UN Käerjéng 97, w którym zadebiutował 4 sierpnia 2013 w meczu Nationaldivisioun przeciwko Jeunesse Esch (0:0). Pierwszą bramkę zdobył 11 maja 2014 w meczu ligowym przeciwko FC Wiltz 71 (2:0). W sezonie 2014/2015, po porażce w meczu barażowym z UNA Strassen (0:3), wraz z drużyną spadł do niższej ligi. Rok później, w sezonie 2015/2016 zajęli pierwsze miejsce w tabeli zdobywając mistrzostwo Éierepromotioun i awansując z powrotem do Nationaldivisioun.

### Union Titus Pétange
1 lipca 2016 przeszedł do klubu Union Titus Pétange. Zadebiutował 28 sierpnia 2016 w meczu Nationaldivisioun przeciwko RM Hamm Benfica (0:1). Pierwszą bramkę zdobył 21 maja 2017 w meczu ligowym przeciwko Jeunesse Esch (6:2).

### F91 Dudelange
1 lipca 2018 udał się na roczne wypożyczenie do F91 Dudelange, w którym zadebiutował 28 lipca 2018 w meczu Superpucharu Luksemburga przeciwko Racing FC Union Luksemburg (2:0). W lidze zadebiutował 10 marca 2019 w meczu przeciwko US Mondorf-les-Bains (1:2). W sezonie 2018/2019 wraz z klubem zajął pierwsze miejsce w tabeli, wywalczając mistrzostwo Luksemburga. 30 czerwca 2019 zakończyło się jego wypożyczenie, a już następnego dnia podpisał z klubem nowy kontrakt.

## Statystyki
(aktualne na dzień 10 sierpnia 2020)
| Klub                 | Sezon              | Liga               | Liga  | Liga   | Puchar kraju | Puchar kraju | Suma  | Suma   |
| Klub                 | Sezon              | Liga               | Mecze | Bramki | Mecze        | Bramki       | Mecze | Bramki |
| -------------------- | ------------------ | ------------------ | ----- | ------ | ------------ | ------------ | ----- | ------ |
| F91 Dudelange        | 2012/13            | Nationaldivisioun  | 4     | 0      | –            | –            | 4     | 0      |
| F91 Dudelange        | Ogólnie            | Ogólnie            | 4     | 0      | 0            | 0            | 4     | 0      |
| UN Käerjéng 97       | 2013/14            | Nationaldivisioun  | 22    | 1      | 2            | 0            | 24    | 1      |
| UN Käerjéng 97       | 2014/15            | Nationaldivisioun  | 22    | 0      | 2            | 0            | 24    | 0      |
| UN Käerjéng 97       | 2015/16            | Éierepromotioun    | 14    | 1      | 3            | 0            | 17    | 1      |
| UN Käerjéng 97       | Ogólnie            | Ogólnie            | 58    | 2      | 7            | 0            | 65    | 2      |
| Union Titus Pétange  | 2016/17            | Nationaldivisioun  | 12    | 1      | 2            | 0            | 14    | 1      |
| Union Titus Pétange  | 2017/18            | Nationaldivisioun  | 20    | 1      | 3            | 0            | 23    | 1      |
| Union Titus Pétange  | Ogólnie            | Ogólnie            | 32    | 2      | 5            | 0            | 37    | 2      |
| F91 Dudelange (wyp.) | 2018/19            | Nationaldivisioun  | 3     | 0      | 1            | 0            | 4     | 0      |
| F91 Dudelange (wyp.) | Ogólnie            | Ogólnie            | 3     | 0      | 1            | 0            | 4     | 0      |
| F91 Dudelange        | 2019/20            | Nationaldivisioun  | 5     | 0      | 3            | 0            | 8     | 0      |
| F91 Dudelange        | Ogólnie            | Ogólnie            | 5     | 0      | 3            | 0            | 8     | 0      |
| Ogólnie w karierze   | Ogólnie w karierze | Ogólnie w karierze | 102   | 4      | 16           | 0            | 118   | 4      |

## Sukcesy
F91 Dudelange
- Mistrzostwo Luksemburga (1×): 2018/2019
- Wicemistrzostwo Luksemburga (1×): 2012/2013
- Superpuchar Luksemburga (1×): 2018/2019

UN Käerjéng 97
- Mistrzostwo Éierepromotioun (1×): 2015/2016

## Życie prywatne
Jego brat Demin również jest piłkarzem występującym na pozycji obrońcy. Posiada również dwóch kuzynów, którzy są piłkarzami, Ilhan występuje w CS Sanem na pozycji pomocnika, a Aldin w Progrès Niedercorn na pozycji pomocnika.